# Differintegrale
Nell'analisi frazionaria, un'area della matematica applicata, il differintegrale è un operatore formato dalla combinazione di derivata e integrale. Applicato ad una funzione {\displaystyle f}, il q-differintegrale di {\displaystyle f}, indicato come
{\displaystyle \mathbb {D} ^{q}f}
è la derivata frazionaria (se q > 0) o l'integrale frazionario (se q < 0).  Se q = 0, allora il q-differintegrale di una funzione è la funzione stessa.  Nel contesto della derivata e integrale frazionari, ci sono numerose definizioni del differintegrale.

## Definizioni standard
Le tre forme più comuni sono:
- Il differintegrale di Riemann–Liouville

Questo è il più semplice e facile da usare, e di conseguenza è spesso il più usato. È una generalizzazione della formula di Cauchy per integrazioni ripetute ad un ordine arbitrario.
{\displaystyle {\begin{aligned}{}_{a}\mathbb {D} _{t}^{q}f(t)&={\frac {d^{q}f(t)}{d(t-a)^{q}}}\\&={\frac {1}{\Gamma (n-q)}}{\frac {d^{n}}{dt^{n}}}\int _{a}^{t}(t-\tau )^{n-q-1}f(\tau )d\tau \end{aligned}}}
- Il differintegrale di Grunwald–Letnikov

Questo differintegrale è la diretta generalizzazione della definizione di derivata. È molto più difficile da usare del differintegrale di Riemann–Liouville, ma qualche volta viene usato per risolvere problemi che quest'ultimo non può.
{\displaystyle {\begin{aligned}{}_{a}\mathbb {D} _{t}^{q}f(t)&={\frac {d^{q}f(t)}{d(t-a)^{q}}}\\&=\lim _{N\to \infty }\left[{\frac {t-a}{N}}\right]^{-q}\sum _{j=0}^{N-1}(-1)^{j}{q \choose j}f\left(t-j\left[{\frac {t-a}{N}}\right]\right)\end{aligned}}}
- Il differintegrale di Weyl

Formalmente è simile a quello di Riemann–Liouville, ma applicato generalmente a funzioni periodiche, con integrale zero su un periodo.

## Definizione attraverso le trasformate
Richiamando la trasformata di Fourier, qui denotata con {\displaystyle {\mathcal {F}}} :
{\displaystyle F(\omega )={\mathcal {F}}\{f(t)\}={\frac {1}{\sqrt {2\pi }}}\int _{-\infty }^{\infty }f(t)e^{-i\omega t}\,dt}
Con tale trasformata, nello spazio di Fourier, la derivata si trasforma in una moltiplicazione:
{\displaystyle {\mathcal {F}}\left[{\frac {df(t)}{dt}}\right]=i\omega {\mathcal {F}}[f(t)]}
Pertanto,
{\displaystyle {\frac {d^{n}f(t)}{dt^{n}}}={\mathcal {F}}^{-1}\left\{(i\omega )^{n}{\mathcal {F}}[f(t)]\right\}}
che si generalizza a
{\displaystyle \mathbb {D} ^{q}f(t)={\mathcal {F}}^{-1}\left\{(i\omega )^{q}{\mathcal {F}}[f(t)]\right\}.}
Sotto la trasformata di Laplace, indicata con {\displaystyle {\mathcal {L}}}, la derivata si trasforma ancora in una moltiplicazione
{\displaystyle {\mathcal {L}}\left[{\frac {df(t)}{dt}}\right]=s{\mathcal {L}}[f(t)].}
Generalizzando ad un ordine arbitrario e risolvendo in {\displaystyle \mathbb {D} ^{q}f(t)}, si ottiene
{\displaystyle \mathbb {D} ^{q}f(t)={\mathcal {L}}^{-1}\left\{s^{q}{\mathcal {L}}[f(t)]\right\}.}

## Principali proprietà
Linearità
{\displaystyle \mathbb {D} ^{q}(f+g)=\mathbb {D} ^{q}(f)+\mathbb {D} ^{q}(g)}
{\displaystyle \mathbb {D} ^{q}(af)=a\mathbb {D} ^{q}(f)}
Regola dello zero
{\displaystyle \mathbb {D} ^{0}f=f\,}
Regola del prodotto
{\displaystyle \mathbb {D} _{t}^{q}(fg)=\sum _{j=0}^{\infty }{q \choose j}\mathbb {D} _{t}^{j}(f)\mathbb {D} _{t}^{q-j}(g)}
In generale, la regola della composizione (o del semigruppo) non è soddisfatta:
{\displaystyle \mathbb {D} ^{a}\mathbb {D} ^{b}f\neq \mathbb {D} ^{a+b}f}

## Differintegrali principali
{\displaystyle \mathbb {D} ^{q}(t^{n})={\frac {\Gamma (n+1)}{\Gamma (n+1-q)}}t^{n-q}}
{\displaystyle \mathbb {D} ^{q}(\sin(t))=\sin \left(t+{\frac {q\pi }{2}}\right)}
{\displaystyle \mathbb {D} ^{q}(e^{at})=a^{q}e^{at}}